# Thumatha rava
Thumatha rava là một loài bướm đêm thuộc phân họ Arctiinae, họ Erebidae.